# Maria Litoixenko
Maria Litoixenko (ucraïnès: Марія Петрівна Літошенко)  (Kíiv, 24 de setembre de 1949) fou una jugadora d'handbol ucraïnesa que va competir sota bandera soviètica durant la dècada de 1970.
El 1976 va prendre part en els Jocs Olímpics de Mont-real, on guanyà la medalla d'or en la competició d'handbol.